# Synagoga Machsike Hadas w Cieszynie
Synagoga Machsike Hadas w Cieszynie – synagoga, która dawniej znajdowała się w Cieszynie, przy ulicy Benedyktyńskiej.
Synagoga została zbudowana w latach 1911–1912 z inicjatywy ortodoksyjnego stowarzyszenia Machsike Hadas. Plany synagogi wykonał cieszyński architekt i budowniczy Carl Friedrich, a działkę pod budowę kupiono od Karoliny Pohlner. Cały koszt budowy sfinansowało stowarzyszenie Machsike Hadas oraz prywatni darczyńcy.
Podczas II wojny światowej, 2 września 1939 roku, hitlerowcy spalili synagogę, a następnie usunięto jej zgliszcza. Od czasu zakończenia wojny plac po bożnicy pozostaje niezabudowany i niewykorzystany.
Murowany, trzykondygnacyjny budynek synagogi wzniesiono na planie prostokąta. We wnętrzu na wysokości dwóch kondygnacji znajdowała się obszerna na 14 na 8,7 metra główna sala modlitewna. Na wysokości drugiej kondygnacji znajdowały się szerokie na 6 metrów galerie dla kobiet. W głównej sali modlitewnej na wschodniej ścianie znajdował się bogato zdobiony Aron ha-kodesz a przed nim znajdowała się bima. W części piwnicznej znajdowały się dwie mykwy, jedna dla mężczyzn, druga dla kobiet. Synagoga jedną ścianą przylegała do kamienicy.